# Fleurier

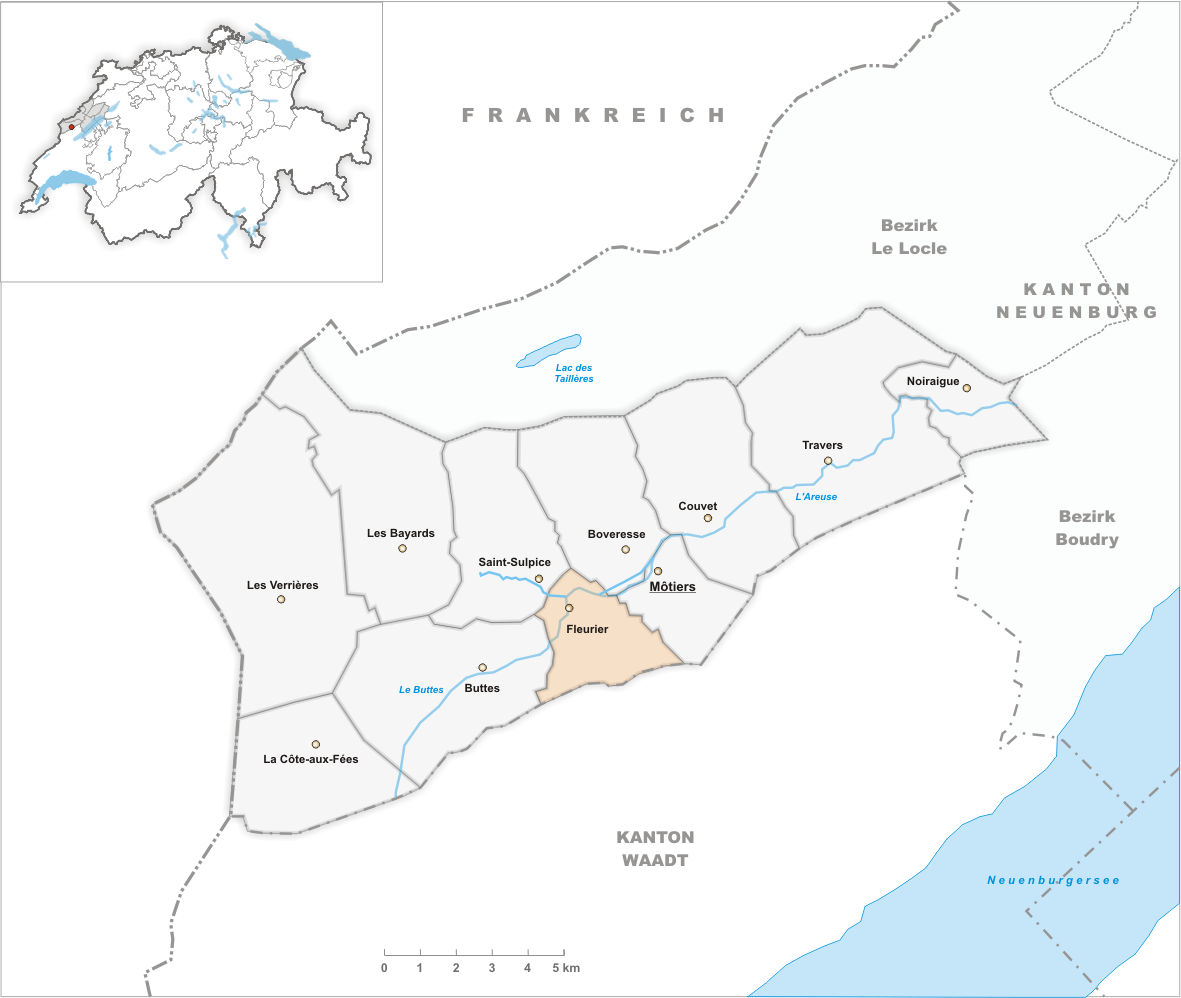
Gemeindestand vor der Fusion am 1. Januar 2009

Fleurier war bis zum 31. Dezember 2008 eine politische Gemeinde im Distrikt Val-de-Travers des Kantons Neuenburg in der Schweiz.
Seit dem 1. Januar 2009 gehört Fleurier zusammen mit Boveresse, Buttes, Couvet, Les Bayards, Môtiers, Noiraigue, Saint-Sulpice und Travers zur neuen Gemeinde Val-de-Travers.

## Geographie
Fleurier liegt auf 741 m ü. M., 28 km westsüdwestlich der Kantonshauptstadt Neuenburg (Luftlinie). Die Industriegemeinde erstreckt sich im westlichen Val de Travers am Austritt der Areuse aus der Klus von Saint-Sulpice, im südwestlichen Neuenburger Jura.
Die Fläche des 7,7 km² grossen ehemaligen Gemeindegebiets umfasst einen Abschnitt im westlichen Val de Travers, das hier einen rund 1 km breiten flachen Talboden aufweist. Von Südwesten mündet das Vallon du Buttes, das vom Flüsschen Buttes entwässert wird. Nach Norden reichte der Gemeindeboden bis an den Rand der Hochfläche bei Haut de la Vy (bis 1060 m ü. M.), im Westen auf die Antiklinale der Montagne de Buttes (bis 1040 m ü. M.). Im Süden umfasst das Gebiet einen Abschnitt des dicht bewaldeten Nordhangs der Chasseron-Kette, auf der mit 1330 m ü. M. der höchste Punkt von Fleurier erreicht wird. In diesen Hang hat der Bach Bied, der bei Môtiers in die Areuse mündet, im Lauf der Jahrmillionen ein Erosionstal eingetieft, von dem ein Teil auf dem Gebiet von Fleurier liegt. Von der Gemeindefläche entfielen 1997 17 % auf Siedlungen, 53 % auf Wald und Gehölze, 29 % auf Landwirtschaft und etwas mehr als 1 % war unproduktives Land.
Zu Fleurier gehören einige Hofsiedlungen und Einzelhöfe am unteren Nordhang der Chasseron-Kette. Nachbargemeinden von Fleurier waren Buttes, Saint-Sulpice, Boveresse und Môtiers im Kanton Neuenburg sowie Romairon, Mauborget und Fontaines-sur-Grandson im Kanton Waadt.

Historisches Luftbild aus 500 m von Walter Mittelholzer von 1931

## Bevölkerung
| Bevölkerungsentwicklung | Bevölkerungsentwicklung |
| Jahr                    | Einwohner               |
| ----------------------- | ----------------------- |
| 1850                    | 1770                    |
| 1900                    | 3746                    |
| 1910                    | 4184                    |
| 1930                    | 3726                    |
| 1950                    | 3413                    |
| 1960                    | 3814                    |
| 1970                    | 4124                    |
| 1980                    | 3573                    |
| 1990                    | 3578                    |
| 2000                    | 3761                    |

Mit 3518 Einwohnern (Ende 2007) war Fleurier die grösste Gemeinde des Val de Travers und gehörte auch zu den grösseren Gemeinden des Kantons Neuenburg. Von den Bewohnern sind 88,1 % französischsprachig, 3,3 % italienischsprachig und 2,8 % portugiesischsprachig (Stand 2000). Die Bevölkerungszahl von Fleurier stieg vor allem in der zweiten Hälfte des 19. Jahrhunderts stark an. Im Verlauf des 20. Jahrhunderts wurden verschiedene Schwankungen verzeichnet, bevor die Einwohnerzahl Ende der 1960er Jahre auf den Höchststand von 4300 Einwohnern stieg. Nach einer deutlichen Abnahme bis 1980 ist seither eine Stagnation eingetreten.

## Wirtschaft
Fleurier war bis Mitte des 18. Jahrhunderts ein kleines Bauerndorf. Der erste wichtige Erwerbszweig ausserhalb der Landwirtschaft war die Spitzenherstellung, ab 1730 fasste die Uhrmacherei Fuss in Fleurier. Ende des 18. Jahrhunderts setzte eine rasche Industrialisierung ein, die im Laufe des 19. Jahrhunderts zu einem grossen wirtschaftlichen Aufschwung führte. Schon zu dieser Zeit konzentrierte sich die Industrie in Fleurier auf mehrere Branchen; es gab neben den Uhren- und Textilfabriken auch eine Ziegelfabrik, eine Druckerei, ein Labor zur Herstellung pflanzlicher Heilmittel, bis zum Verbot der Absinthherstellung 1908 zahlreiche Absinth-Brennereien, ein Gaswerk, eine Tabakmanufaktur, eine Streichholzfabrik und eine Fahrradfabrik. Diese Diversität führte dazu, dass Krisen in der einen Branche von den anderen Industriezweigen weitgehend aufgefangen werden konnten. Dadurch war Fleurier – anders als die Nachbargemeinden – nach 1900 kaum von der Abwanderung betroffen.
Heute konzentriert sich die Industrie auf die Mechanik, Herstellung von Präzisionswerkzeugen und Mikrotechnik. Die einstmals bedeutende Uhrenindustrie war zwischenzeitlich fast verschwunden, erlebt durch die hier ansässige Manufaktur Parmigiani und die Uhrwerks-Fertigung der Marke Chopard seit Mitte der 1990er Jahre wieder einen Aufschwung. Beide Betriebe beschäftigen inzwischen über 350 Mitarbeiter. Zahlreiche weitere Arbeitsplätze gibt es im Dienstleistungssektor, während die Landwirtschaft nur rund 1 % der Erwerbstätigen beschäftigt.

## Bildung
Fleurier ist ein wichtiges Bildungszentrum mit Primarschule, Sekundarschule und Gymnasium. Früher gab es auch ein Lehrerseminar, eine Gewerbeschule und eine Uhrmacher- und Mechanikerschule.

## Verkehr
Fleurier ist ein Strassenknotenpunkt im Val de Travers. Es liegt an der Hauptstrasse von Neuenburg über den Grenzübergang Les Verrières nach Pontarlier in Frankreich und hat auch Verbindung mit Sainte-Croix und Le Locle. Am 25. Juli 1860 wurde die Eisenbahnlinie von Auvernier nach Les Verrières mit einem Bahnhof in Boveresse eröffnet, der anfänglich auch für Fleurier diente. Die Einweihung der Tallinie Travers – Saint-Sulpice mit einem Bahnhof in Fleurier fand am 24. September 1883 statt. Am 11. September 1886 wurde schliesslich die Strecke Fleurier – Buttes eröffnet. Heute verkehren die Regionalzüge von Travers nach Buttes, die Linie nach Saint-Sulpice ist stillgelegt. Für die Feinverteilung im öffentlichen Verkehr sorgen die Buslinien nach Couvet, Les Verrières und La Brévine.

## Geschichte
Die erste schriftliche Erwähnung des Ortes datiert auf 1284 unter dem Namen Flurye. Fleurier gehörte bis zum 14. Jahrhundert zum Priorat Saint-Pierre in der Nachbargemeinde Môtiers, danach unterstand es bis 1848 der Kastlanei Val-de-Travers. Während dieser Zeit hatte die Grafschaft Neuenburg die Oberhoheit über das Gebiet inne. Seit 1648 war Neuenburg Fürstentum und ab 1707 durch Personalunion mit dem Königreich Preussen verbunden. 1806 wurde das Gebiet an Napoleon I. abgetreten und kam 1815 im Zuge des Wiener Kongresses an die Schweizerische Eidgenossenschaft, wobei die Könige von Preussen bis zum Neuenburgerhandel 1857 auch Fürsten von Neuenburg blieben. 
Im Ort gab es die Freimaurerloge L’Egalité. Ende des 19. Jahrhunderts und zu Beginn des 20. Jahrhunderts war Fleurier auch als Fremdenverkehrsort bekannt. Die Arbeiter halfen sich selbst und gründeten 1907 die Genossenschaft L’Emancipatrice für die Bedürfnisse des Alltags.

## Sehenswürdigkeiten
Der heutige Bau der reformierten Pfarrkirche stammt von 1827, der Kirchturm aus dem Jahr 1900. Die 1858 erbaute katholische Kirche wurde 1972 restauriert. Eine schöne Aussicht auf Fleurier bietet sich vom Chapeau de Napoléon, einer Kanzel auf den Kalkfelsen südlich der Klus von Saint-Sulpice, rund 220 m über dem Talboden. In der Zeit des regen Fremdenverkehrs stand gar eine Seilbahn zu dieser Aussichtskanzel zur Diskussion.

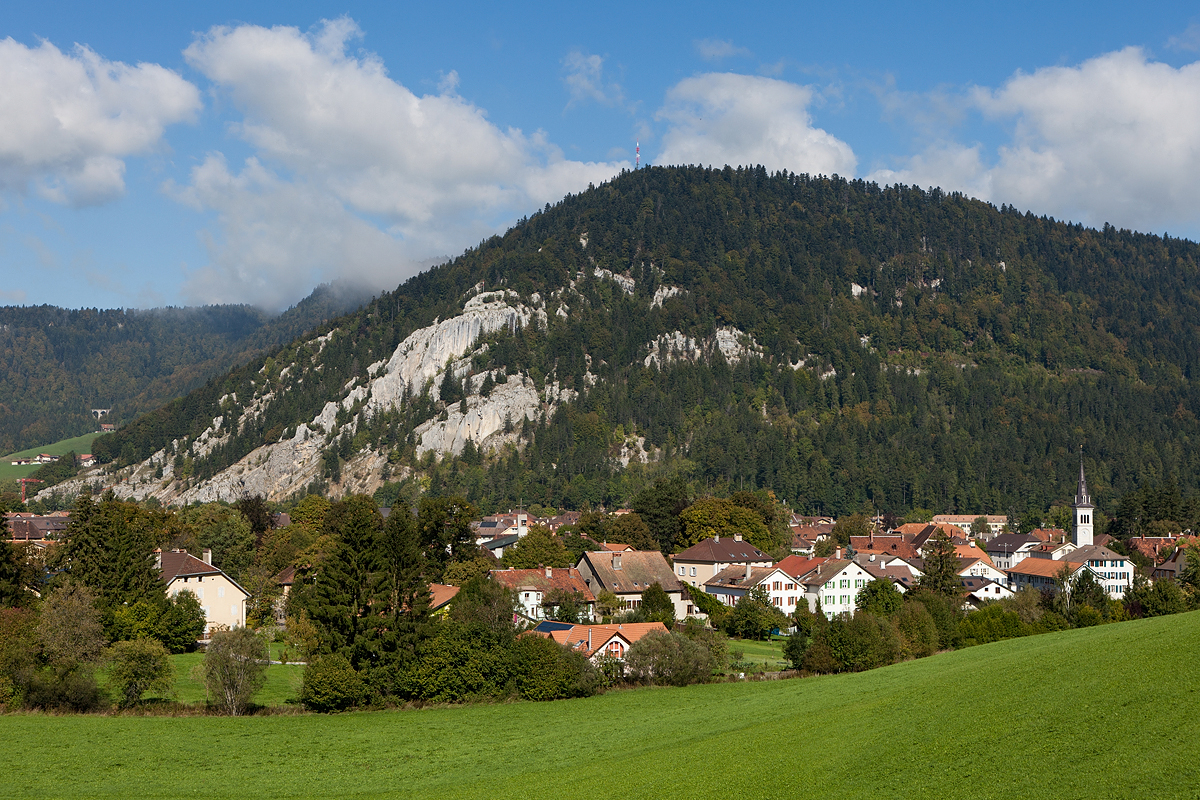
Fleurier
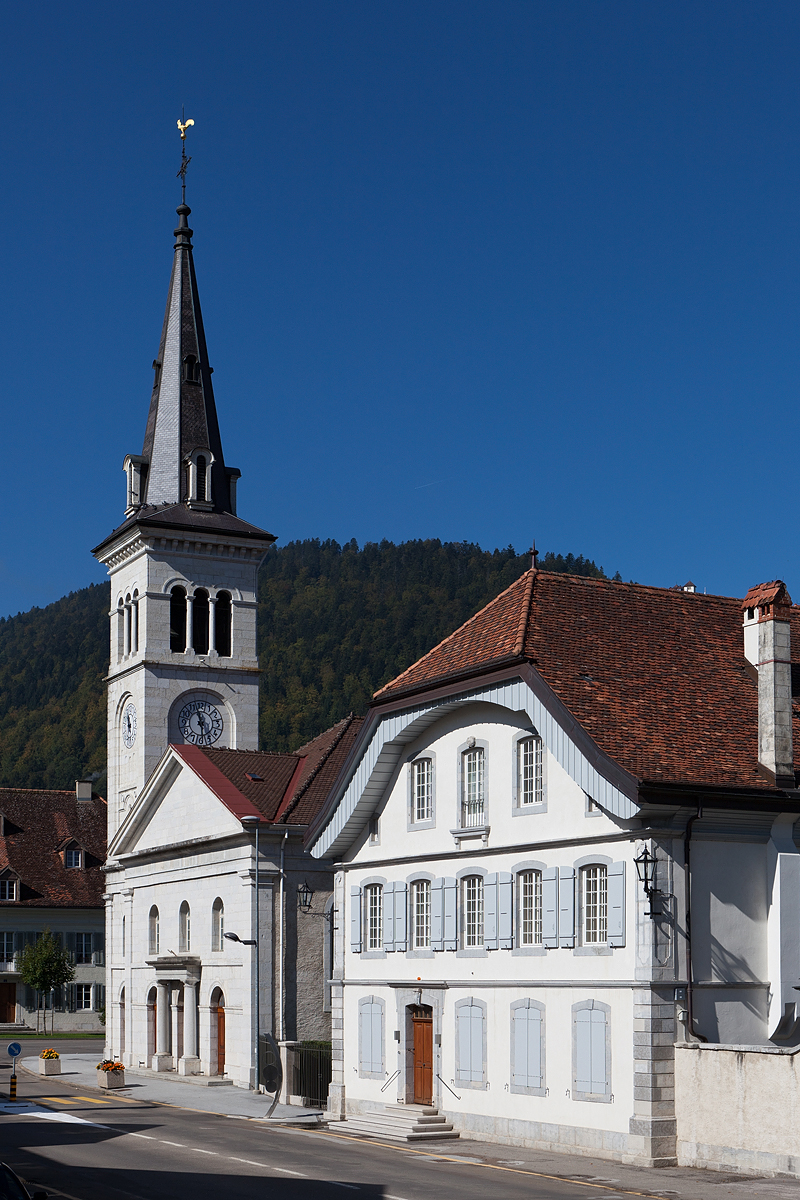
Temple
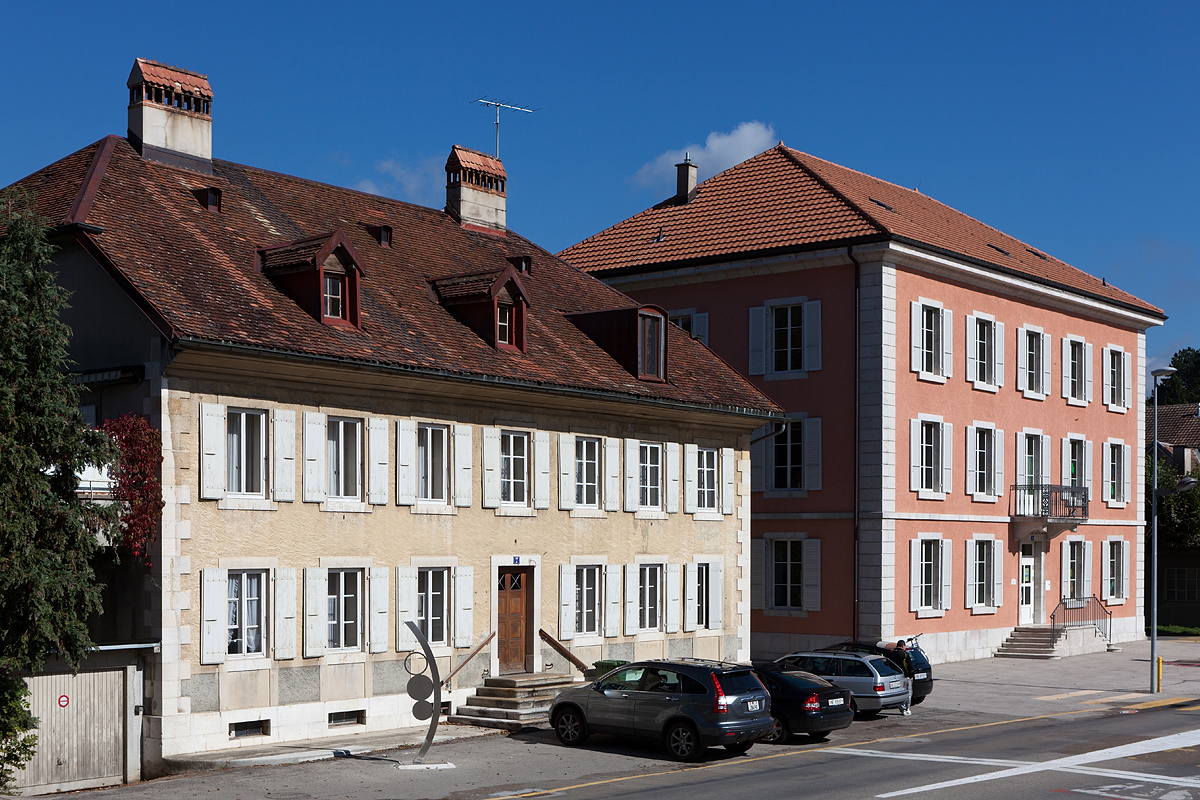
Rue du Temple
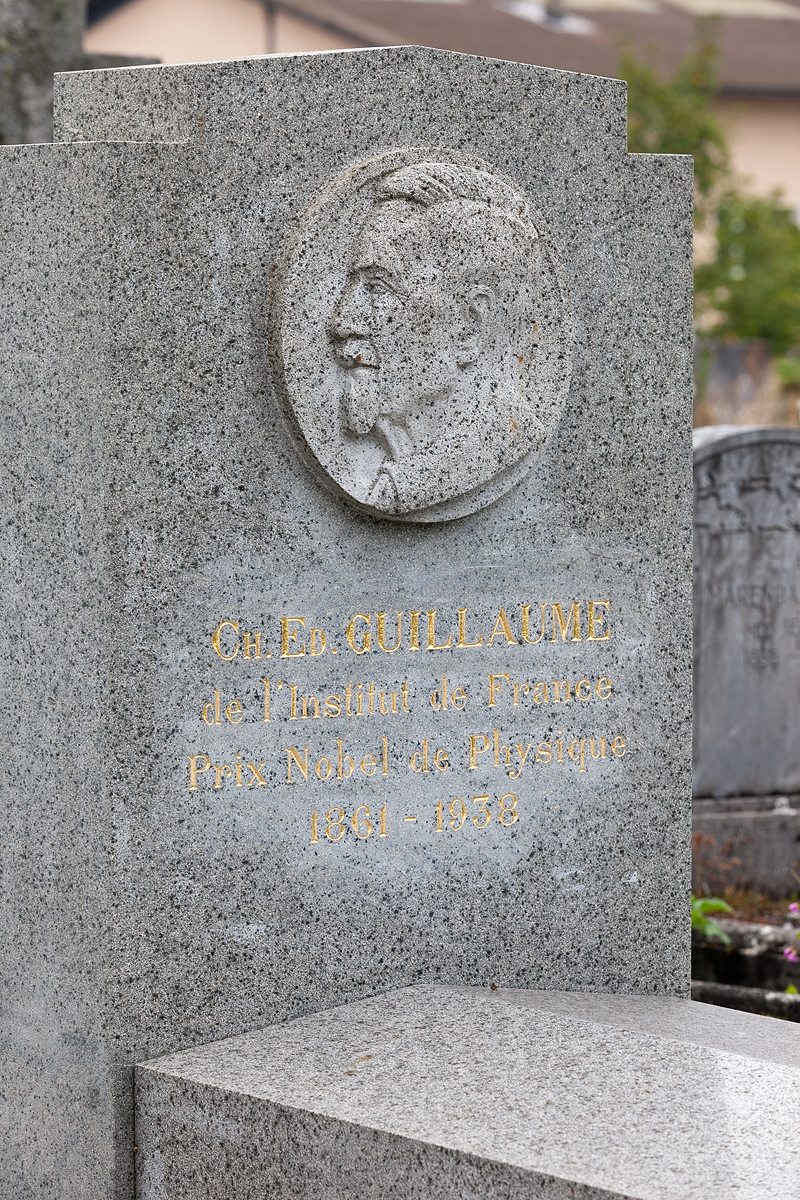
Grab: Ch.Ed.Guillaume
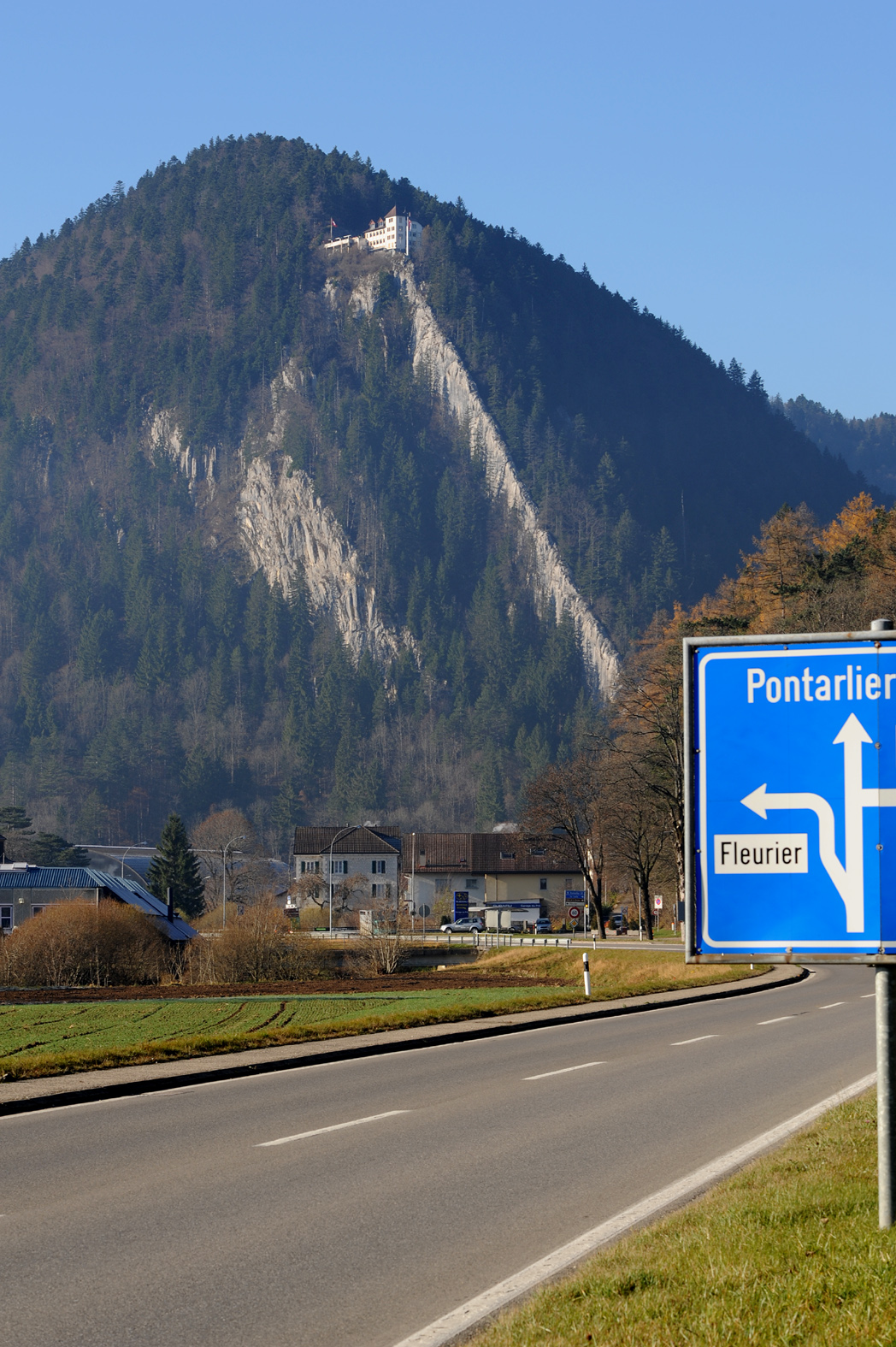
Sicht auf den Chapeau de Napoléon

## Persönlichkeiten

### Söhne und Töchter der Gemeinde
- Charles Andreae (1874–1964), Bauingenieur
- William Borle (1869–1948), Industrieller und Forschungsreisender
- Laurent Favre (* 1972), Politiker (FDP)
- Charles Édouard Guillaume (1861–1938), französisch-schweizerischer Physiker und Nobelpreisträger
- Caroline Jequier (1858–1912), Mutter des Dichters Gottfried Benn
- Leo Lesquereux (1806–1889), US-amerikanischer Botaniker
- Carl Sebastian Haegler (1862–1916), Mediziner, Chirurg, Klinikleiter und Kunstfreund
- Frédéric Mairy (* 1973), Journalist, Schriftsteller und Politiker (SP)
- Robert Miles (1969–2017), italienischer Musiker
- Patrick Moerlen (* 1955), Radrennfahrer
- Yvan Perrin (* 1966), Politiker (SVP)
- Léon Savary (1895–1968), Journalist und Schriftsteller

### Personen, die vor Ort gewirkt haben
- Charles-Henri Allamand (1776–1840), einziger Arzt im Val-De-Travers
- Heinrich Volkmar Andreae (1817–1900), Apotheker
- Jacques-Louis de Pourtalès (1722–1814), Ehrenbürger